# Marguerite Poradowska

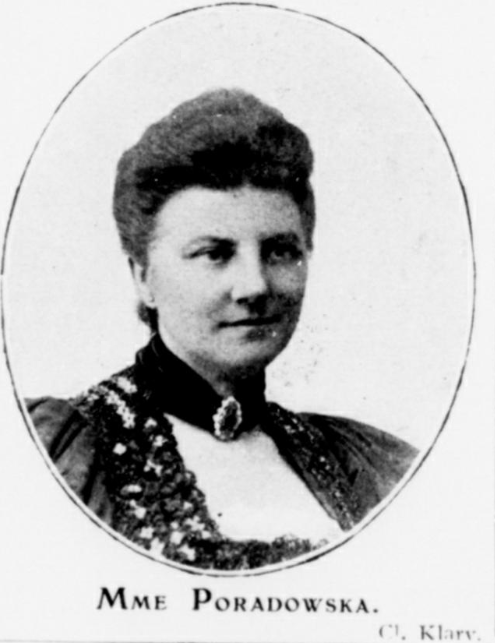
Marguerite Poradowska anno 1905

Marguerite Poradowska, geboren als Marguerite-Blanche-Marie Gachet de la Fournière (* 12. März 1848 in Ixelles; † 1937 im Château de Montgoublin, Département Nièvre) war eine belgische Schriftstellerin.

## Leben
Ihre Eltern waren der Mediävist Emile Gachet (1809–57) und Françoise-Marie Jouvenel (1825–1904), Tochter des Medailleurs Adolphe-Christian Jouvenel (1798–1867). Marguerite wuchs in Ixelles bei Brüssel auf. Sie hatte einen jüngeren Bruder, Charles-Louis. Nach dem frühen Tod des Vaters arbeitete ihre Mutter als Lehrerin, um den Lebensunterhalt der Familie zu finanzieren.
Nach fünfjähriger Verlobung heiratete Marguerite Gachet am 7. September 1874 den polnischen Offizier Aleksander Poradowski (1836–1890), einen Cousin des Schriftstellers Joseph Conrad. Kurz nach der Hochzeit zog sie mit ihrem Mann zu dessen Familie in die Ukraine, wo sie zehn Jahre lebten. Als sich sein Gesundheitszustand verschlechterte, kehrten sie nach Belgien zurück. 1890 starb ihr Mann nach langer Krankheit in ihrem Haus in Ixelles. Marguerite Poradowska zog zunächst nach Lille, dann nach Paris. 1937 starb sie im Château de Montgoublin, dem Anwesen ihres Neffen.
Poradowska schrieb französische Fiktion, darunter Demoiselle Micia: moeurs galiciennes (1889), Le Mariage du fils Grandsire (1894), Pour Noémi (1900), Mariage romanesque (1903) und Hors du foyer. Insgesamt umfasst ihr Werk acht Romane sowie Erzählungen und Kurzgeschichten.
Poradowska tauschte sich mit Joseph Conrad über ihre Arbeit aus und hatte Einfluss auf sein schriftstellerisches Schaffen. Sie lernte ihn am 5. Februar 1890 kennen, zwei Tage vor dem Tod ihres Mannes, den er besuchte. Bald darauf begannen sie eine umfangreiche Korrespondenz, die in einer Zeit begann, als Conrad sich vom Seefahrer zum Schriftsteller entwickelte und die bis zu seinem Tod andauerte.

## Werke
Auf Deutsch erschienen von Marguerite Poradowska:
- Eine romantische Heirat. Engelhorn, Stuttgart 1906.
- Die Stimme des Blutes. Engelhorn, Stuttgart 1903.
- Mischa. Engelhorn, Stuttgart 1892.